# Kulthaus von Sandagergård
Das Kulthaus von Sandagergård (auch Hændernes hus genannt) lag beim Dorf Venslev, nordwestlich von Skibby auf der Halbinsel Hornsherred auf der dänischen Insel Seeland, etwa 15 km südwestlich von Frederikssund. Das bronzezeitliche (1100–500 v. Chr.) Gebäude wurde 1986 bei der Verlegung einer Erdgasleitung gefunden. Vor dem Gebäude stehen (drei) und liegen (einer) Bautasteine. Drei sind aus Granit, der vierte ist aus Sandstein mit Petroglyphen in Form von Handzeichen. Es gibt sie als Petrosomatoglyphen (Ritzung von Körperteilen), hauptsächlich von Händen und Fußsohlen. Die vier Steine und die Funde des Kulthauses befinden sich im Museum Færgegården in Jægerspris.
Das in Nord-Süd-Richtung gelegene 18,5 m lange und 7,5 m breite Gebäude wurde durch einen quadratischen Stein und eine Doppelreihe aus großen, runden Steinen zwischen 0,2 und 0,5 m Durchmesser markiert. Zwischen den Steinreihen besteht ein Abstand von 0,7 m. Die Innenmaße betragen 16 × 4,5 m. Es fanden sich aufgrund der Bodenverhältnisse keine Pfostenlöcher. Es enthielt eine schwache Kulturschicht mit Scherben von Tiegeln und Fragmenten von Formen und drei Urnengräber. 

## Kontext
Im Inneren des Hauses wurden unter der Erde drei Urnengräber gefunden, die aus der gleichen Zeit wie das Haus stammten. Jede Urne war mit einem flachen Stein bedeckt, enthielt aber keine enthielt Grabbeigaben. Die Bauta- und Bildsteine sowie das Haus zeigen, dass man sich einer Anlage besonderer Art gegenübersah, wie sie in Dänemark zuvor nicht zu finden war. Im Zusammenhang mit dem Totenkult wurden bereits in der Steinzeit Gebäude für kultische Zwecke errichtet. Aus dem Neolithikum (etwa 3500–3000 v. Chr.) sind in Jütland Kulthäuser (dänisch Kulthus) in Form rechteckiger Holzbauten, manchmal mit großen Steinblöcken in der Konstruktion bekannt (Tustruper Gräberfeld). Bei ihren Ausgrabungen wurden die gleiche exquisite Keramik, gefunden, die auch aus Ganggräbern bekannt ist.
Wenige Meter südwestlich liegt das neolithische Großsteingrab Venslev Marker 3 und 3,0 km entfernt liegt der Sandager Dys.